# Fotbal Club Municipal Bacău
Maillots
Le Fotbal Club Municipal Bacău est un club roumain de football basé à Bacău.

## Historique
- 1950 : fondation du club sous le nom de Dinamo Bacău
- 1956 : 1re participation à la 1re division
- 1970 : le club est renommé SC Bacău
- 1990 : le club est renommé FC Bacău
- 1992 : le club est renommé FC Selena Bacău
- 1995 : le club est renommé AS Bacău
- 1997 : le club est renommé FCM Bacău

## Palmarès
- Coupe de Roumanie
  - Finaliste : 1991
- Coupe de la Ligue roumaine
  - Vainqueur : 1998
  - Finaliste : 2000
- Championnat de Roumanie de D2
  - Champion : 1955, 1967, 1975, 1995
- Coupe des villes de foires
  - Quart de finaliste : 1970

## Anciens joueurs
- Andrei Cristea
- Narcis Coman
- Cătălin Cursaru
- Florin Lovin
- Florin Motroc
- Vlad Munteanu